# Аурора (Сеара)
Аурора (порт. Aurora) — муниципалитет в Бразилии, входит в штат Сеара. Составная часть мезорегиона Юг штата Сеара. Входит в экономико-статистический микрорегион Барру. Население составляет 25 736 человек на 2006 год. Занимает площадь 885,827 км². Плотность населения — 29,1 чел./км².

## Статистика
- Валовой внутренний продукт на 2003 составляет 46.899.635,00 реалов (данные: Бразильский институт географии и статистики).
- Валовой внутренний продукт на душу населения на 2003 составляет 1.839,63 реалов (данные: Бразильский институт географии и статистики).
- Индекс развития человеческого потенциала на 2000 составляет 0,613 (данные: Программа развития ООН).